# Josep Maria Mauri
Josep Maria Mauri i Prior (ur. 1941 w Alzina de Moror, Pallars Jussà, Hiszpania) – kataloński ksiądz katolicki, od 2010 generalny wikariusz diecezji Urgel, od lipca 2012 reprezentant współksięcia episkopalnego Andory, arcybiskupa Joana Enrica Vives Sicília.